# Afrotapejara
Afrotapejara (que significa "ser antiguo africano") es un género extinto de pterosaurio tapejárido, que vivió a finales del período Cretácico, hace aproximadamente de 98 a 92.5 millones de años, durante el Cenomaniano, en lo que hoy es África. La especie tipo es, Afrotapejara zouhri y fue nombrado por Martill et al., 2020. Es el primer tapejárido descubierto en África y el cuarto pterosaurio descubierto del grupo Kem Kem, Marruecos.
El paleontólogo británico, David Michael Martill, adquirió una mandíbula de pterosaurio de un comerciante de fósiles en Erfoud. Habría sido excavado en la meseta de Ikhf N ’Taqmout, en Tafilálet.
En 2020, la especie tipo Afrotapejara zouhri fue nombrada y descrita por David Martill, Roy Smith, David M. Unwin, Alexander Kao, James McPhee y Nizar Ibrahim. El nombre genérico combina referencias a África y al género relacionado Tapejara. El nombre específico hace honor al paleontólogo marroquí Samir Zouhri.
El holotipo, FSAC-KK 5004, se había encontrado en las camas Kem-Kem, que datan del Albiano - Cenomaniano temprano. Consiste en un hocico que carece de la punta delantera y se extiende hacia atrás hasta una posición por debajo de la parte delantera de la cresta del hocico. La pieza ya había sido preparada por los comerciantes de fósiles. La preparación posterior de Martill, así como una tomografía computarizada, mostró que un fragmento de hueso de algún otro taxón se había utilizado para reparar el daño en el borde superior. Martill depositó el fósil en la colección del Departamento de Géologie (Paléontologie), Faculté des Sciences Aïn Chock.
Dos fósiles adicionales fueron referidos a la especie: FSAC-KK 5006 y FSAC-KK 5007. Estos también son hocicos, con una procedencia similar, y que muestran una constitución casi idéntica. El espécimen BSP 1997 I 67, una sínfisis de la mandíbula inferior descrita en 1999, fue remitido provisionalmente. También se había encontrado en las camas Kem-Kem.
Afrotapejara se distingue de todos los demás tapejáridos por la posesión de una expansión dorsal (hacia arriba) del margen rostral (frontal) a poca distancia de la punta rostral. Además, existe una combinación única de dos rasgos que en sí mismos no son únicos. El costado del hocico muestra una fila de pequeñas aberturas alargadas cercanas y paralelas al borde compartido con el paladar. El paladar muestra una pequeña protuberancia en la parte trasera, en la línea media.

## Literatura
- Fox, Alex. «Four New Species of Prehistoric Flying Reptiles Unearthed in Morocco». Smithsonian Magazine. Consultado el 9 de abril de 2020.
- «Fourth new pterosaur discovery in matter of weeks». phys.org. Consultado el 9 de abril de 2020.